# Тачали
Тачали (пол. Taczały, нім. Ludwigshorst) — село в Польщі, у гміні Ресько Лобезького повіту Західнопоморського воєводства.
Населення — 44 особи (2011).
У 1975-1998 роках село належало до Щецинського воєводства.

## Демографія
Демографічна структура станом на 31 березня 2011 року:
|          | Загалом | Допрацездатний вік | Працездатний вік | Постпрацездатний вік |
| -------- | ------- | ------------------ | ---------------- | -------------------- |
| Чоловіки | 23      | 9                  | 12               | 2                    |
| Жінки    | 21      | 6                  | 10               | 5                    |
| Разом    | 44      | 15                 | 22               | 7                    |